# Gino Scevarolli
Gino Scevarolli (Sermide, 6 maggio 1930 – Rodigo, 25 marzo 2017) è stato un politico italiano.
Sindacalista nella sezione di Sermide e consigliere comunale nel suo paese natale, socialista e dirigente della federazione provinciale del PSI nel 1959, consigliere regionale in Lombardia dal 1970 al 1980 ed assessore ai Lavori Pubblici e vice-presidente nella provincia di Mantova nel 1964, è stato senatore per quattro legislature (VIII, IX, X e XI); nella IX legislatura è stato vice-presidente del Senato (eletto alla carica il 10 luglio 1985).